# Fruens bænk
Fruens bænk er et udsigtspunkt i Lysbro Skov ved Silkeborg. Den ligger på højdepunktet vest for Kalgårdsvig i Silkeborg Langsø. Fra Kalgårdsvej fører en sti op ad bakken mod vest; omtrent 150 meter oppe, lidt før bakkens top, står bænken med navnet indgraveret i ryglænet. Det er ikke muligt ud fra ældre kort at afgøre, om denne placering er den oprindelige.
Fra bænken udfoldes en smuk udsigt ud over Kalgårdsvig med Silkeborg som bagtæppe. Udsigten har fra tid til anden været begrænset af træer på skrænten og langs søbredden. Der var i de første årtier også udsigt i den anden retning mod Lysbro og Hvinningdal.
Bænkens navn hentyder til Fru Drewsen eller Johanne Amalie Drewsen (1808-1863), der var gift med papirfabrikant Michael Drewsen. Grundet hendes kælenavn "Malle" blev bænken også omtalt som "Malles Bænk". Kort tid efter deres ankomst til Silkeborg i 1844 fandt "Fruen" dette udsigtspunkt, hvorfra hun kunne se ind over fabrikken og den opvoksende by. Allerede i 1845 opsatte skovrider Joachim Godske Nyholm her en bænk. Den blev også et yndet udflugtsmål for familiens mange gæster – bl.a. H.C. Andersen, som nævner bænken i en sang til Amalie Drewsens fødselsdagsfest. Stedet har desuden altid tiltrukket lokale såvel som turister. I 1996 blev udsigten genetableret, idet der blev ryddet en kile op mod det gamle udsigtspunkt, ligesom der blev lavet trapper dertil og opsat en ny bænk.